# Craterispermum
Genre
Craterispermum est un genre de plantes de la famille des Rubiacées.

## Liste d'espèces
Selon Catalogue of Life (16 octobre 2017) :
- Craterispermum angustifolium De Wild. & T.Durand
- Craterispermum aristatum Wernham
- Craterispermum caudatum Hutch.
- Craterispermum cerinanthum Hiern
- Craterispermum congolanum De Wild. & T.Durand
- Craterispermum dewevrei De Wild. & T.Durand
- Craterispermum goossensii De Wild.
- Craterispermum grumileoides K.Schum.
- Craterispermum inquisitorium Wernham
- Craterispermum laurinum (Poir.) Benth.
- Craterispermum ledermannii K.Krause
- Craterispermum longipedunculatum Verdc.
- Craterispermum microdon Baker
- Craterispermum montanum Hiern
- Craterispermum parvifolium Taedoumg & Sonké
- Craterispermum reticulatum De Wild.
- Craterispermum robbrechtianum Taedoumg & Sonké
- Craterispermum schweinfurthii Hiern

Selon NCBI (16 octobre 2017) :
- Craterispermum aristatum
- Craterispermum brachynematum
- Craterispermum caudatum
- Craterispermum laurinum
- Craterispermum longipedunculatum
- Craterispermum schweinfurthii

Selon The Plant List (16 octobre 2017) :
- Craterispermum angustifolium De Wild. & T.Durand
- Craterispermum aristatum Wernham
- Craterispermum caudatum Hutch.
- Craterispermum cerinanthum Hiern
- Craterispermum congolanum De Wild. & T.Durand
- Craterispermum dewevrei De Wild. & T.Durand
- Craterispermum goossensii De Wild.
- Craterispermum grumileoides K.Schum.
- Craterispermum inquisitorium Wernham
- Craterispermum laurinum (Poir.) Benth.
- Craterispermum ledermannii K.Krause
- Craterispermum longipedunculatum Verdc.
- Craterispermum microdon Baker
- Craterispermum montanum Hiern
- Craterispermum reticulatum De Wild.
- Craterispermum schweinfurthii Hiern

Selon Tropicos (16 octobre 2017) (Attention liste brute contenant possiblement des synonymes) :
- Craterispermum angustifolium De Wild. & T. Durand
- Craterispermum aristatum Wernham
- Craterispermum brachynematum Hiern
- Craterispermum brieyi De Wild.
- Craterispermum capitatum Taedoumg & De Block
- Craterispermum caudatum Hutch.
- Craterispermum cerinanthum Hiern
- Craterispermum cervicorne De Block & Randriamb.
- Craterispermum congolanum De Wild. & T. Durand
- Craterispermum deblockianum Taedoumg & Hamon
- Craterispermum dewevrei De Wild. & T. Durand
- Craterispermum gabonicum Taedoumg & De Block
- Craterispermum goossensi De Wild.
- Craterispermum gracile A. Chev. ex Hutch. & Dalziel
- Craterispermum grumileoides K. Schum.
- Craterispermum inquisitorium Wernham
- Craterispermum laurinum (Poir.) Benth.
- Craterispermum ledermannii K. Krause
- Craterispermum longipedunculatum Verdc.
- Craterispermum microdon Baker
- Craterispermum montanum Hiern
- Craterispermum motleyanum De Block & Randriamb.
- Craterispermum orientale K. Schum.
- Craterispermum parvifolium Taedoumg & Sonké
- Craterispermum puffianum De Block & Randriamb.
- Craterispermum reticulatum De Wild.
- Craterispermum robbrechtianum Taedoumg & Sonké
- Craterispermum rumpianum Taedoumg & Hamon
- Craterispermum schweinfurthii Hiern
- Craterispermum sonkeanum Taedoumg & Hamon